# 小行星7389
小行星7389（英語：7389 Michelcombes）是一颗围绕太阳公转的小行星。1982年10月17日，愛德華·鮑威爾在可可尼诺县发现了此天体。
这颗小行星的绝对星等为292.87673等。